# Ziggo Sport Voetbal Café
Het Ziggo Sport Voetbal Café was een Nederlands praatprogramma over voetbal op de zender Ziggo Sport. Het programma werd sinds de start op 30 september 2022 gepresenteerd door Bas van Veenendaal. Aanvankelijk met oud-voetballers Jan van Halst en Ruud Gullit als vaste gast. Het was het tweede voetbalpraatprogramma van de sportzender, na Rondo. Enkele gasten zijn zowel in Rondo te zien geweest als in het Ziggo Sport Voetbal Café.

## Samenstelling

### Presentator
- Bas van Veenendaal (2022–2023)

### Gasten
In onderstaande lijst zijn alleen de namen opgenomen van gasten die in meerdere afleveringen te zien zijn geweest.
- Khalid Boulahrouz (2022–2023)
- Ronald de Boer (2022–2023)
- Ruud Gullit (2022–2023)
- Jan van Halst (2022–2023)
- Kluun (2022–2023)
- Youri Mulder (2022–2023)
- Arthur Numan (2022–2023)